# 크리스마스 또 돌아왔네
《크리스마스 또 돌아왔네》는 1989년 발매된 가수 이상은의 크리스마스 캐롤음반으로, 표지 그림은 이상은이 직접 일러스트한 것이다. 레코딩 당시 성대결절로 목상태가 많이 안좋은 상태에서 정규 2집 음반과 캐롤 음반이 동시에 나왔는데, 가수로서 존중받기 보단 그저 소속사의 돈벌이 수단에 지나지 않았던 아이돌스타 이상은의 상처를 엿볼 수 있는 앨범이기도 하다. 기존의 캐롤곡들 외에 들국화의 '또다시 크리스마스'가 '크리스마스 또 돌아왔네'라는 제목으로, 그리고 '내가 꿈꾸는 크리스마스'라는 신곡 1곡이 실렸다.

## 수록곡

### Side A
| #  | 제목                       | 작사   | 작곡   | 재생 시간 |
| -- | -------------------------- | ------ | ------ | --------- |
| 1. | 〈크리스마스 또 돌아왔네〉 | 주찬권 | 주찬권 | 3:47      |
| 2. | 〈내가 꿈꾸는 크리스마스〉 |        |        | 4:00      |
| 3. | 〈징글벨〉                 |        |        | 1:48      |
| 4. | 〈실버벨〉                 |        |        | 2:36      |
| 5. | 〈고요한밤, 거룩한밤〉     |        |        | 3:47      |

### Side B
| #  | 제목                           | 재생 시간 |
| -- | ------------------------------ | --------- |
| 1. | 〈참 아름다워라〉              | 3:03      |
| 2. | 〈주 하나님 지으신 모든 세계〉 | 4:08      |
| 3. | 〈북치는 소년〉                | 2:39      |
| 4. | 〈화이트 크리스마스〉          | 3:11      |
| 5. | 〈루돌프 사슴코〉              | 1:59      |

## 관련 자료
- 내가 꿈꾸는 크리스마스 - 이상은의 그림도 감상할 수 있다.
- 크리스마스 또 돌아왔네 - 2014. 12. 23. 라이브 공연